# Pestsäule Oberzögersdorf

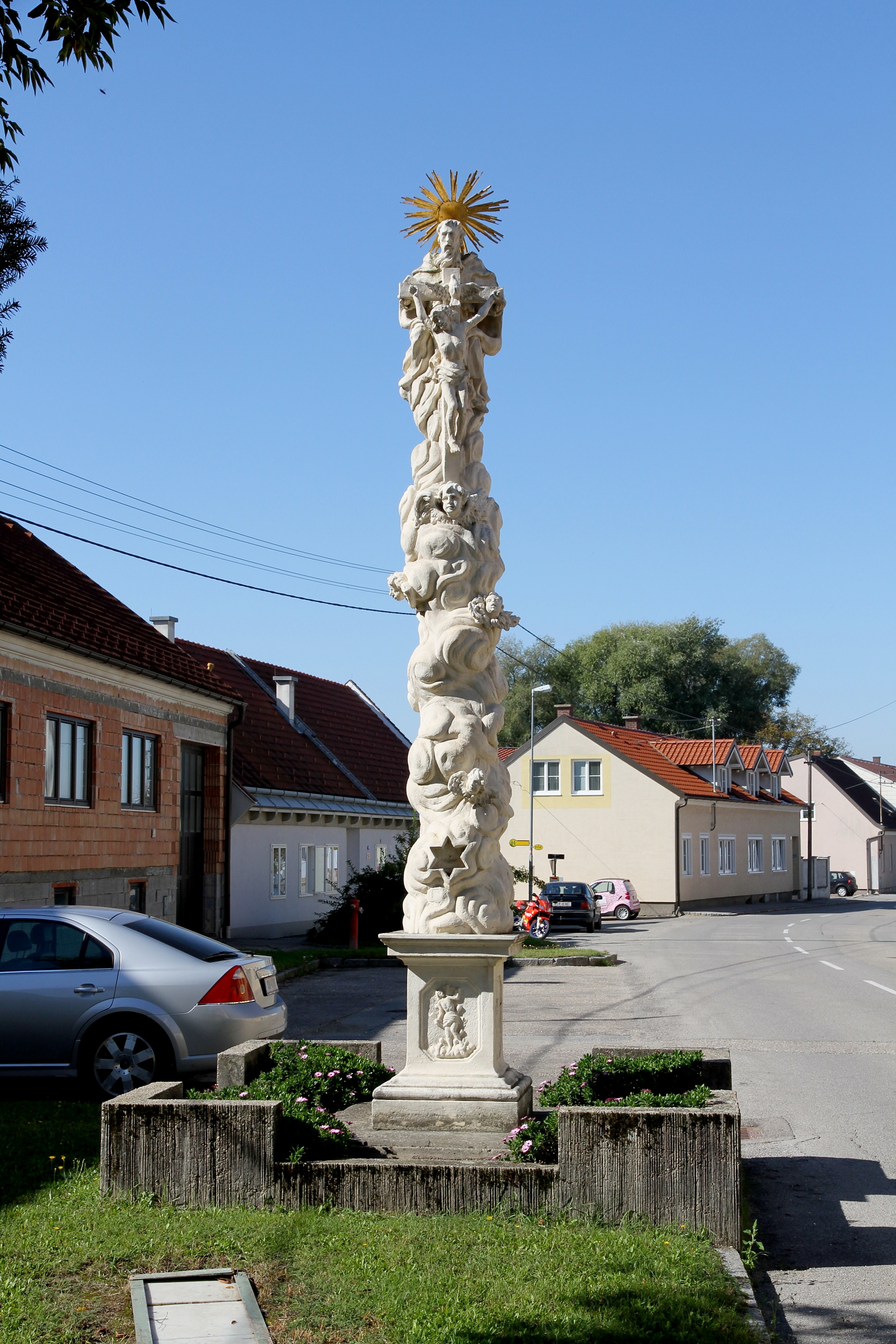
Pestsäule in Oberzögersdorf

Die Pestsäule (auch: Dreifaltigkeitssäule) in der Ortschaft Oberzögersdorf der Stadtgemeinde Stockerau in Niederösterreich wurde 1713 errichtet. Sie steht auf dem ehemaligen Anger und steht unter Denkmalschutz.
Das Denkmal besteht aus einer Wolkensäule mit bekrönendem Gnadenstuhl. In den Sockelreliefs sind die Pestheiligen dargestellt.